# Olympia 95
Albums de Michel Sardou
Selon que vous serez, etc., etc. Les Grands Moments
Olympia 95 est le douzième album live de Michel Sardou enregistré en 1995 lors de son retour à l'Olympia de Paris où il resta à l'affiche durant cinq mois.

## Titres
| 1.  | Introduction : Du noir au rouge |  |
| 2.  | Le Successeur                   |  |
| 3.  | Déjà vu                         |  |
| 4.  | Parlons de toi, de moi          |  |
| 5.  | Les Deux Écoles                 |  |
| 6.  | En chantant                     |  |
| 7.  | 1965                            |  |
| 8.  | Verdun                          |  |
| 9.  | Selon que vous serez, etc.      |  |
| 10. | Je vais t'aimer                 |  |
| 11. | Le Monde où tu vas              |  |
| 12. | Marie-Jeanne                    |  |
| 13. | Le Privilège                    |  |
| 14. | Ma première femme, ma femme     |  |

| 1.  | Vladimir Ilitch                     |  |
| 2.  | Putain de temps                     |  |
| 3.  | Je me souviens d’un adieu           |  |
| 4.  | Le Bac G                            |  |
| 5.  | Rouge                               |  |
| 6.  | Méfie-toi on t’aime                 |  |
| 7.  | Elle en aura besoin plus tard       |  |
| 8.  | Présentation des musiciens          |  |
| 9.  | L’Autre Femme                       |  |
| 10. | Les Lacs du Connemara               |  |
| 11. | Musulmanes                          |  |
| 12. | Afrique adieu                       |  |
| 13. | Mefie-toi, on t’aime - Instrumental |  |

## Crédits

### Musiciens
- Arrangements: Roger Loubet et Bruno Mylonas
- Claviers: Bertrand Lajudie et Roger Loubet
- Direction d'orchestre: Roger Loubet
- Basse: Roberto Briot
- Guitares: Slim Pezin, Hugo Ripoll et Bruno Mylonas
- Percussions: François Constantin
- Saxophone: Bruno Ribera
- Batterie: Jean-Michel Groix
- Cordes: Nathalie Carlucci, Laurence Dupuis, Philippe Morel, Daniel Dato, Belinda Peake et Mariette Laport
- Chœurs: Olivier Constantin, Marc Beacco, Jean-Claude Corbel, Jean-Jacques Fauthoux, Laurence Karsenti et Assitan Dembele

### Équipe technique et production
- Enregistrement : Studio mobile "Le Voyageur"
- Ingénieur du son : Roland Guillotel
- Mixages : Roland Guillotel (Studio Guillaume Tell)
- Son salle : Philippe Parmentier et Bruno Mylonas
- Son scène : Manu Dajee
- Assistant : Laurent Dumont
- Production : Jean-Pierre Bourtayre et Régis Talar

## Vidéo
Une vidéo de ce concert, réalisée par Gilles Amado, a été éditée en 1995. Elle a été rééditée au format DVD en 2003.